# Sid Meier's Alpha Centauri
Sid Meier's Alpha Centauri es un videojuego creado por Sid Meier y Brian Reynolds para la empresa Firaxis Games en febrero de 1999.

## Argumento
El juego Alpha Centauri trata sobre la colonización de un nuevo mundo, al que llaman "Planeta", por parte de la raza humana (representada por diferentes facciones) que escapa de La Tierra y las luchas por dominarlo que lo están destruyendo. El sistema de juego es muy parecido al de la serie Civilization aunque cabe destacar la fabricación de unidades, que se desarrollan de forma modular, y el concepto de ingeniería social, novedades que no fueron añadidas al posterior Civilization III.
El juego se caracteriza por una trama compleja y bien desarrollada. Una nave de las Naciones Unidas, "La Unity" que viaja por el espacio hacia Alfa Centauri (uno de los finales del Civilization I y II, cuando se construye una nave espacial y es enviada a colonizar otro mundo, ganando la carrera espacial) sufre una avería tras 40 años de viaje y sus ocupantes se despiertan del sueño criogénico antes de tiempo, provocando una serie de tensiones y enfrentamientos que concluyen con la muerte del capitán de la nave,y hace que finalmente sus ocupantes se separen en 7 diferentes facciones. Al llegar a la órbita planetaria, se apodera, cada facción, de una de las cápsulas de aterrizaje y colonización planetaria y descienden al planeta en diferentes puntos de su superficie perdiéndose el contacto entre ellas e iniciándose una lucha por los recursos de "Planeta" a la par que defendiendo sus territorios e investigando y creciendo para conseguir el objetivo final de dominar el planeta.

## Facciones
Las facciones no se dividen por su raza, sino por su ideología o su forma de ver la vida, y eso repercutirá en como funcionarán en Planeta. Estas facciones pueden hacer tratados de amistad o alianzas, pero es probable que terminen compitiendo entre sí. Cada una de ellas tiene perfiles muy definidos:
La Colmena Humana (la Colmena)
(Orig. en inglés: The Human Hive.)
Líder: Presidente Sheng-ji Yang.
Basan su organización en la negación del individualismo y algunos principios comunistas. Viven apiñados en sus colmenas con una alta tasa de crecimiento, pero apenas valoran la vida humana.
Las Hijastras de Gea (los Geanos)
(Orig. en inglés: Gaia's Stepdaughters.)
Líder: Lady Deirdre Skye.
Ecologistas y amantes de lo verde.
Las Fuerzas de Pacificación (los Pacificadores)
(Orig. en inglés: Peacekeeping Forces.)
Líder: Comisionado Pravim Lal.
Los legitimistas de la ONU, cuyo dirigente es el mayor diplomático de todos los tiempos.
La Federación Espartana (los Espartanos)
(Orig. en inglés: The Spartan Federation.)
Líder: Coronel Corazón Santiago.
Militaristas y agresivos, reciben bonificaciones en las batallas que emprenden.
La Universidad de Planeta (la Universidad)
(Orig. en inglés: The University of Planet.)
Líder: Académico Prokhor Zakharov.
La Universidad, cuya razón fundamental y única es el estudio y progreso científicos, experimenta con todo sin ninguna traba ética, lo que hace que la población se les rebele con cierta frecuencia.
Industrias Morgan (los Morgánicos)
(Orig. en inglés: Morgan Industries.)
Líder: Presidente Ejecutivo Nwabudike Morgan.
Representantes del capitalismo más salvaje.
Los Creyentes del Señor (los Creyentes)
(Orig. en inglés: The Lord's Believers.)
Líder: Hermana Miriam Godwinson.
La Hermana y su secta son fanáticos religiosos que se organizan mediante un régimen teocrático.

## Mecánicas de juego
El juego es muy parecido a Civilization, solo que ambientado en un entorno futurista, por lo que los avances y unidades son casi completamente nuevas. Tiene funciones idénticas, y se basa en los mismos principios: fundar ciudades, investigar tecnologías, crear unidades militares y ser el primero en innovar los descubrimientos. Las facciones equivaldrían a las civilizaciones en el Civilization y los gusanos mentales (seres neutrales que atacarán a ciudades y unidades si las avistan) equivaldrían a los bárbaros del juego antes mencionado. También hay rebeliones en las ciudades (dependiente de diversos aspectos) y es posible transformar a los ciudadanos en especialistas que impulsen la investigación científica o la economía. Una nueva unidad los terraformadores, funcionan como los colonos transformando el suelo del planeta, irrigándolo, fertilizándolo para una mejora de las cosechas o creando caminos y diversas mejoras, pero no tienen la capacidad de creación de bases (equivalentes a las ciudades), habiendo una unidad específica para este fin.
Una funcionalidad muy novedosa es la personalización de las unidades mediante editor en donde estas pueden ser adaptadas dentro de unos parámetros, especificando elementos como el tipo de armadura, el motor mediante el cual se impulsan, las habilidades especiales (que pueden tener hasta 2), capacidad anfibia, etc. Pueden construirse "Proyectos Secretos" que darán bonificaciones a las bases o unidades de la facción que las construya, acelerando las investigaciones, bonificando la defensa de unidades, etc., siendo sus análogos en el Civilization las maravillas de mundo. 
Otra novedad con respecto a los juegos de Civilization son los vídeos/animaciones para la realización de los "Proyectos secretos", reproduciéndolas cuando la civilización controlada por el usuario termina un "Proyecto secreto" y narrando una breve historia relacionada con el.
Fue totalmente traducido al español y tiene numerosas de citas (voces) de los protagonistas (los líderes de las facciones).

Desconfía de aquél que te niega el derecho a la información, porque en el fondo de su corazón quiere ser tu amo
Comisionado Pravin Lal, de la ONU

## Recepción y crítica
Alpha Centauri recibió una buena cantidad de premios por parte de las revistas especializadas, entre ellos "Mejor juego de estrategia del Año" y "Mejor juego del año". Pero no todos fueron hacia el juego. Muchos criticaron la excesiva monotonía de los paisajes que poblaban el planeta en el que transcurría la acción lo que le restaba cierta versatilidad y encanto en comparación con los clásicos Civilization que contenían hielo, bosques, desiertos y demás tipos de terrenos.

## Expansiones y promoción
Alpha Centauri conoció una expansión, Alien Crossfire, publicada en septiembre del mismo año, que añadía 7 nuevas facciones al juego incluyendo dos razas alienígenas en guerra entre sí que llegarían al planeta por accidente pero que se unen a la colonización de "Planeta" como nuevos actores en la trama, aunque tienen algunos objetivos y opciones que difieren en algunos aspectos con los de las facciones humanas. Se puede jugar solamente con 7 facciones a elegir entre las 14 (7 originales y 7 nuevas).
Además, como parte de su promoción, se publicaron dos pequeños libros gratuitos que explicaban el trasfondo del juego: la nave colonizadora, el accidente que provocaba la muerte del capitán y la separación de la tripulación en diferentes facciones según el modo de entender la organización social. Ante el éxito de esos relatos, se publicaron otros cuatro libros, éstos de venta al público.
La película Avatar de James Cameron parece estar basada en la historia que sustenta el videojuego[cita requerida]: por una parte, tanto el planeta gaseoso Polifemo como su luna Pandora están situados en el sistema estelar de Alfa Centauri; por otra, las ideas de transcendencia geanas y sus pugnas con las facciones corporativas reproducen buena parte de su argumento. Otras referencias en la película nos guían hasta la novela Tropas del espacio, que también comparte hilos argumentales con este videojuego.